# Hypendalia
Hypendalia là một chi bướm đêm thuộc họ Erebidae.